# Minna Nikkanen
Minna Marianne Nikkanen (Somero, 9 de abril de 1988) é uma atleta finlandesa, especialista no salto com vara.
Sua melhor marca pessoal é de 4,46 m, estabelecido em Lapinlahti a 25 de julho de 2009.